# 4810 Ruslanova
4810 Ruslanova este un asteroid din centura principală, descoperit pe 14 aprilie 1972 de Liudmila Cernîh.